# Bispo de Sherwood
O Bispo de Sherwood é um título episcopal usado por um bispo sufragâneo da Diocese de Southwell e Nottingham da Igreja da Inglaterra, Província de Iorque, na Inglaterra.

## História
O título leva o nome da floresta real de Sherwood em Nottinghamshire; a sé foi erguida sob a Lei de Nomeação de Sufragâneas de 1888 por Ordem do Conselho datada de 18 de maio de 1965.

## Bispos
Lista de bispos de Sherwood:
- Kenneth Thompson (1965 - 1975);
- Dick Darby (1975 - 1988);
- Alan Morgan (1989 - 2004);
- Tony Porter (2006 - 2020) - Também bispo diocesano interino, 20 de janeiro – 9 de abril de 2014;[4][5]aposentou-se em 22 de março de 2020.[6]
- Andy Emerton (2020 - presente) - Anunciado em 11 de março de 2020;[7] consagração agendada para 21 de maio (adiada);[8] licenciado como "Bispo de Sherwood (designado)" em 1º de julho;[9] e consagrado em 21 de setembro.